# This TV
This TV est un réseau de télévision américain de langue anglaise appartenant à Metro-Goldwyn-Mayer et Weigel Broadcasting qui est distribué sous forme de sous-canal numérique sur plusieurs stations locales aux États-Unis. Il diffuse en format standard (480i) des films ainsi que des séries télé classiques et des émissions pour enfants. Sa station-sœur est Me-TV.

## Programmation
La programmation de This TV est basée principalement sur un catalogue de films et d'émissions appartenant à MGM ainsi qu'à United Artists (filiale de MGM avant 1986). Il n'y a aucune production d’émissions originales, ni d'infopublicités, ni d'écran séparé durant le générique de fin et de voix hors-champ pour faire la promotion d'autres émissions durant le générique. Par contre, les films sont interrompus par des publicités nationales qui peuvent inclure des produits vendus dans des infopublicités. Durant les émissions pour enfants, on retrouvera des messages d'intérêt public. Les stations locales peuvent diffuser des publicités locales et affichent un logo local au bas de l'écran.

### Films
Les films commencent à 10 h ou 11 h, dépendant de la durée des films, et une présentation principale à 20 h, ce qui permet à quelques stations locales de décrocher du réseau, particulièrement dans le cas des affiliations secondaires telles que MyNetworkTV ou Ion Television, et durant la nuit jusqu'à 5 h. La sélection de films provient de n'importe quelle époque, de la Grande Dépression aux films contemporains, qui sont présentés en format 4:3, en coupant les côtés.

### Séries classiques
Sur This TV, on retrouve le matin dès 5 h les séries The Outer Limits (1963), Highway Patrol (en) (1955), Sea Hunt (1958), The Patty Duke Show (en) (1963), Mr. Ed (1961), Emily of New Moon (en) (1998) et Bat Masterson (1958), et plus récemment, Stargate SG-1 (1997) les dimanches soir dès 21 h.

### Émissions pour enfants
This TV diffuse des émissions pour enfants provenant de Cookie Jar Entertainment, dont une sélection qui remplit les obligations de programmation E/I (éducatif et informatif) imposés par le FCC.

## Affiliés
This TV est distribué dans plus de 140 marchés.
| #   | Marché                 | Station | Propriétaire                          |
| --- | ---------------------- | ------- | ------------------------------------- |
| 1   | New York               | WPIX    | Tribune Broadcasting                  |
| 2   | Los Angeles            | KTLA    | Tribune Broadcasting                  |
| 3   | Chicago                | WGN-TV  | Tribune Broadcasting                  |
| 4   | Philadelphie           | WPHL-TV | Tribune Broadcasting                  |
| 5   | Dallas                 | KDAF    | Tribune Broadcasting                  |
| 6   | San Francisco          | KOFY-TV | Granite Broadcasting                  |
| 7   | Boston                 | WHDH    | Sunbeam Television                    |
| 8   | Atlanta                | WANN-CD | Prism                                 |
| 9   | Washington, D.C.       | WDCW    | Tribune Broadcasting                  |
| 10  | Houston                | KPRC-TV | Post-Newsweek Stations                |
| 11  | Détroit                | WDIV-TV | Post-Newsweek Stations                |
| 12  | Phoenix (Arizona)      | K38IZ-D | Spanish Independent Broadcast Network |
| 13  | Tampa                  | WMOR-TV | Hearst Corporation                    |
| 14  | Seattle                | KCPQ    | Tribune Broadcasting                  |
| 15  | Minneapolis            | KSTC-TV | Hubbard Broadcasting                  |
| 16  | Denver                 | KWGN-TV | Tribune Broadcasting                  |
| 17  | Miami                  | WSFL-TV | Tribune Broadcasting                  |
| 18  | Cleveland              | WHCQ-LD | Ellington Broadcasting                |
| 19  | Orlando                | WKCF    | Hearst Television                     |
| 20  | Sacramento             | KTXL    | Tribune Broadcasting                  |
| 21  | Saint-Louis (Missouri) | KPLR-TV | Tribune Broadcasting                  |
| 22  | Portland               | KRCW-TV | Tribune Broadcasting                  |
| 73  | Honolulu               | KGMB    | Raycom Media                          |
| 153 | Rochester (Minnesota)  | KAAL    | Hubbard Broadcasting                  |